# Identitätsreaktion
Eine Identitätsreaktion ist eine chemische Reaktion und dient dem Nachweis von anorganischen oder organischen Stoffen. Farb- oder Fällungsreaktionen dienen dabei der Identifikation.

## Anwendungsbeispiele
Im Europäischen Arzneibuch etwa ist die technische Durchführung verschiedener Nachweisreaktionen für
- Ionen anorganischer Stoffe und für
- funktionellen Gruppen organischer Stoffe

festgelegt, die in Identitätstests für Arznei- und Hilfsstoffe zur Anwendung kommen können.